# フォーセットアムール
『フォーセットアムール』 (Fausseté Amour ) は、1993年3月26日にナグザットから発売されたPCエンジンSUPER CD-ROM²用の横スクロールアクションゲーム。

## 概要
主人公のコルクが黒魔術集団ホーリーキャスクに連れ去られた姉メリヤを救出に向かう内容。コルクは通常時は鎧を着けているがダメージを受けると下着だけとなってしまい、さらにダメージを受けると裸となって1ミスになる。残り人数が0のままミスするとゲームオーバーとなってしまう。
全7ステージで構成されておりビジュアルシーンが美しく仕上がっている反面、ステージ毎のプレイ時間が短くならないようにしたことからゲーム進行のテンポが悪い上後半の難易度が高い。
コルクの武器“二節棍”は普段は両端に刃のある槍のような形状であるが、中央から分割して鎖で伸ばすことができる。この武器を用いて遠くの敵を突き刺したり、振り回して広範囲に攻撃したり、天井に突き刺してぶら下がったりする多彩なアクションが本作の特徴である。
一方、コルクの防具“伝説の鎧”はビキニアーマーの系譜に連なる形状であり、上半身は重装甲にもかかわらず下半身はハイレグのレオタードとなっている。前述の通り敵の一撃で破損することから脆いようにも思えるが、実は即死しかねない攻撃を不可視のバリアで防ぎ着用者の身代わりになって壊れる設定。また、元々はメリヤの着用を想定していたところから、持ち主に合わせて形状が変化するとも設定されている。
初期タイトル案は『プロパガンダ』だったが、宗教的な理由で没となった。決定タイトル“Fausseté Amour”とはフランス語で偽り（フォーセット）・愛（アムール）、すなわち“偽りの愛”を意味する。
当初牧野竜一の案ではコルクは金髪だったが、1スプライトにつき16色であるPCエンジンの色数制限があり金髪は表現不可能と判断された結果、赤（鎧の色）と青（髪の色）が基調のカラーリングとなった。

## 登場人物
コルク・ランス
声 - 夏樹リオ
本作の主人公。伝説の剣士カール・ランスの娘。魔物にさらわれた姉メリヤを助けるため伝説の鎧と二節棍を装備、単身魔城へ向かう。
ゲイル
声 - 広森信吾
アモン
声 - 山本則子
ステージ1と5のボス。勝ち気な性格。
プロケル
声 - 今淵仁音
ステージ2と5のボス。落ち着いた性格。
リリム
声 - 山本則子
ステージ3と5のボス。お調子者だが実は頭脳派。
マーラ
声 - 玉川紗己子
ステージ4と5のボス。式神四人衆のリーダー。冷静な性格。
メリヤ・ランス
声 - 玉川紗己子
ステージ6のボス。コルクの姉。魔物にさらわれた。
ゴートボーン
声 - 広森信吾
ステージ7のボス。
サーキュラー
最終ボス。

## スタッフ
- ゲーム・プログラム：高橋聖人
- ビジュアル・プログラム：露木徹
- ゲーム・デザイン：宍倉典幸
- シナリオ：安部淳也
- BGデザイン：藤沢知恵、小宮直輝
- ビジュアル・デザイン：那須秀幸、森由紀子、田島大輔
- スプライト・デザイン：松山浩志、長谷川岳志
- 原画製作：TOMBOY
- 原画プロデューサー：松永広樹
- キャラクター・デザイン：牧野竜一
- 原画：飯塚正則、名村英敏
- サウンド・プロデューサー：大島俊一
- ギター：西尾智浩
- ドラム：富田康士
- 笙：早川順子
- 弦楽四重奏：逸見純子、五十嵐さやか、大木加代子、中村智恵
- バンド：モンキードロップ
- プロデューサー：福田雅之
- スペシャル・サンクス：山名和夫、辻川英章、CHISATO、中川徹、村松徹、本田猛、竹田康彦、仲森友則、増田典子、滝本力、下釜直明、徳間書店インターメディア
- 制作：株式会社 AIM

## 評価
ゲーム誌『ファミコン通信』の「クロスレビュー」では6・5・6・7の合計24点（満40点）、『月刊PCエンジン』では70・90・75・75・80の平均78点（満100点）、『電撃PCエンジン』では50・80・50・65の平均61.25点（満100点）、『PC Engine FAN』の読者投票による「ゲーム通信簿」での評価は以下の通りとなっており、21.89点（満30点）となっている。また、この得点はPCエンジン全ソフトの中で172位（485本中、1993年時点）となっている。同雑誌1993年10月号特別付録の「PCエンジンオールカタログ'93」では、「黒魔術集団によって幽閉されている姉を助けるために、聖なる武具『二節棍』と魔法を駆使して、美少女戦士コルクが戦う一風変わったアクションゲーム」と紹介されている。
| 項目 | キャラクタ | 音楽 | 操作性 | 熱中度 | お買得度 | オリジナリティ | 総合  |
| 得点 | 4.43       | 3.25 | 3.75   | 3.54   | 3.21     | 3.71           | 21.89 |